# Pennilabium
Pennilabium là một chi thực vật có hoa trong họ, Orchidaceae.